# Noemí Prone
Noemí Elizabeth Prone (Mercedes, Corrientes; 1 de septiembre de 1967) es una destacada artista marcial argentina de taekwondo (Federación Internacional de Taekwondo).
Inició su carrera deportiva en el taekwondo a los quince años sin saber lo que este arte marcial le daría para el resto de su vida.
Sobresaliendo en cada competencia desde los cinturones más bajos y mejorando su técnica a través de sus maestros, fue alcanzando logros cada vez más importantes y difíciles llegando a ser la única competidora en este arte en alcanzar dos veces la distinción a la mejor practicante de taekwondo femenina, premios que a su vez fueron entregados por el "padre y fundador del Taekwondo" el general Choi Hong Hi.
Su más notable logro, además de su trayectoria competitiva fue, sin duda que el mismo fundador del taekwondo el propio General Choi Hong Hi la haya adoptado como hija. Además fue la única Argentina y también la única mujer en el mundo que tuvo el honor de ser convocada por el General Choi Hong para desarrollar junto al actual presidente de la ITF (Federación Internacional de Taekwondo), el Gran Master Choi Jung Hwa la Enciclopedia Técnico Didáctica LEGACY.
Es actualmente IX dan internacional de Taekwondo ITF (ARG).
Ocupa el Cargo de Vicepresidente de la Federación ITF de Argentina, que nuclea ocho organizaciones Nacionales y treinta y dos asociaciones provinciales) y Presidente de la Asociación Deportiva de Taekwondo ITF del Litoral.
Miembro de la Comisión Directiva de la Federación Correntina de Gimnasios (FE.CO.GYM) Y Atletas, federación que nuclea a cuarenta y ocho gimnasios de la provincia de Corrientes-Argentina.

## Distinciones y honores recibidos
Con su trabajo dedicados a la práctica y enseñanza del taekwondo dio como resultado, el reconocimiento de la sociedad, que se refleja en las siguientes distinciones:
- Primera Ciudadana Ilustre de la ciudad de Mercedes,(Corrientes - Argentina).
- Se le otorgaron las Llaves De La Ciudad (Corrientes - Argentina).
- Cruz De Hierro ( máxima condecoración por su labor deportiva)
- La ciudad de Mariano Indalecio Loza (Corrientes - Argentina) la declaró Ciudadana Ilustre e Hija Adoptiva
- El Círculo de Periodistas Deportivos la distinguió en: los años 1990; 1992; 1994; 1996; 1997 y 1999 con premios a la Mejor Deportista y a la Mejor Artista Marcial
- El fundador del Taekwon-Do, el general Choi Hong Hi arte marcial que enseña, la toma como hija adoptiva, por su perseverancia y dedicación al arte que práctica.
- Recibe además en varias ocasiones el premio Convivencia, la Taragüisita, y Premio Corrientes
- y de otras entidades deportivas y de servicio social que premian con estas distinciones su trabajo ya sea deportivo, educativo y social.
- La Taekwon-do Asociación Argentina la declaró deportista del siglo en la ciudad de Buenos Aires.
- Elegida Mejor competidora en la historia del Taekwon-Do ITF
- Premio Deportista del Año, Dirección de Deportes de Mercedes, Corrientes, diciembre de 2004.
- Premio Artista Marcial 2004, otorgado por Artes Marciales y Deportes de Combate, programa televisivo argentino que premia a los mejores artistas marciales del país.
- Mención de Honor y reconocimiento 2006 otorgado por la Federación Correntina de Gimnasios.
- Premio Corrientes 2007, 2008, 2009, 2010, 2011 otorgado por la Fundación POEPI YAPO a la mejor en la especialidad Docencia Deportiva.
- En 2011 Ingresa al Salón de la Fama del Taekwondo. Distinción otorgada a los mejores representantes de este arte marcial en la historia en todas las federaciones del taekwondo.

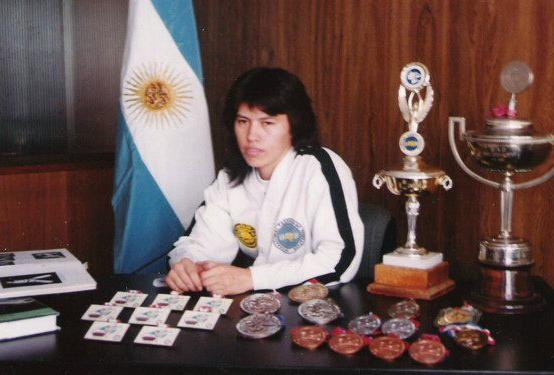
Noemí Prone junto a sus premios y reconocimientos.

Estos son solo algunos de los reconocimientos hasta la actualidad de la Profesora y Tricampeona Mundial Noemí Prone, merecidamente obtenidos por su incansable trabajo en el deporte.
Graduaciones
- I dan 1986 Argentina
- II dan 1988 Argentina
- III dan 1991 Argentina
- IV dan 1994 Honduras
- V dan 2001 Argentina
- VI dan 2006 Argentina
- VII dan 2012 Argentina
- VIII dan 2019 Argentina
- IX dan 2024 Argentina

## Participación deportiva en mundiales
- Medalla de oro, Canadá 1990
- Medalla de oro, Corea del Norte 1992
- Medalla de bronce, Rusia 1997
- Medalla de plata, Italia 2001
- Medalla de plata, Argentina 1999
- Medalla de oro, Corea del Sur 2004
- Obtiene el título de campeona mundial, en tres oportunidades

## Trayectoria competitiva

### Participación en competencias nacionales (Argentina)
Gup
- 1983-1986: 1.er puesto Lucha Libre (hasta 51 kg), Torneo Provincial de Mercedes (Corrientes)
- 1983-1986: 1.er puesto Lucha Libre (Peso Libre), Torneo Provincial de Mercedes (Corrientes)
- 1983-1986: 2.º puesto Lucha Libre, Torneo Provincial de Resistencia (Chaco)
- 1983-1986: 2.º puesto Formas, Torneo Provincial de Resistencia (Chaco)
- 1983-1986: 3.er puesto Lucha Libre, Torneo Provincial de Resistencia (Chaco)

Cinto negro I dan
- 1986-1987: 1.er puesto Lucha Libre, Torneo Provincial de Goya (Corrientes)
- 1986-1987: 1.er puesto Formas, Torneo Provincial de Goya (Corrientes)
- 1986-1987: 2.º puesto Lucha Libre, Torneo Inter provincial de Mercedes (Corrientes)
- 1986-1987: 1.er puesto Formas, Torneo Inter provincial de Mercedes (Corrientes)
- 1986-1987: 1.er puesto por suma de puntos (Lucha y Formas), Torneo Inter provincial de Mercedes (Ctes.)
- 1986-1987: 3.er puesto Lucha Libre, Torneo Nacional F.E.T.R.A. Bs.As. (Parque Sarmiento)

Cinto negro II dan
- 1988-1990: 1.er puesto Rotura (Habilidad) Mixto, Torneo Provincial de Curuzú Cuatiá (Corrientes)
- 1988-1990: 1.er puesto Lucha Libre, Torneo Inter provincial de Goya (Corrientes)
- 1988-1990: 1.er puesto Rotura de Potencia Mixto, Torneo Interprovincial de Goya (Corrientes)
- 1988-1990: 1.er puesto Lucha Libre, campeona nacional, Torneo Nac. F.E.T.R.A. Bs. As. (Estadio Obras Sanitarias)
- 1988-1990: 1.er puesto Formas, campeona nacional, Torneo Nac.F.E.T.R.A. Bs.As. (Estadio Obras Sanitarias)
- 1988-1990: 1.er puesto Formas, campeona nacional, Torneo Nac.F.E.T.R.A. Posadas (Misiones)
- 1988-1990: 2.º puesto Lucha Libre (Peso Libre, otorga 20 kg de ventaja) Torneo Nac. F.E.T.R.A. Posadas (Misiones)
- 1988-1990: 1.er puesto Formas, campeona nacional, Torneo Nacional F.E.T.R.A. Cosquín 1989 (Córdoba)
- 1988-1990: 2.º puesto Lucha Libre, subcampeona nacional, Torneo Nac.F.E.T.R.A. Cosquín 1989 (Córdoba)
- 1988-1990: 1.er puesto Lucha Libre, campeona nacional, Torneo Nacional
- 1988-1990: 1.er puesto Formas, campeona nacional, Torneo Nacional
- 1988-1990: 1.er puesto Rotura, campeona nacional, Torneo Nacional

### Torneos selectivos para competencias internacionales
Torneo Selectivo TaeKwon-Do World Championship Canadá 1990
- 1.er puesto Lucha Libre, campeona Torneo Selectivo Canadá 1990
- 1.er puesto Formas, campeona Torneo Selectivo Canadá 1990
- 1.er puesto Rotura de Potencia, campeona Torneo Selectivo Canadá 1990

Torneo Selectivo Panamericanos de Venezuela 1991
- 1991: 1.er puesto Formas, 1.er Torneo Selectivo
- 1991: 5º puesto Lucha Libre (categoría hasta 52 kg), 1.er Torneo Selectivo
- 1991: 1.er puesto Formas, 2.º Torneo Selectivo
- 1991: 1.er puesto Lucha Libre, 2.º Torneo Selectivo
- 1991: 2.º puesto Rotura de Potencia, 2.º Torneo Selectivo
- 1991: 3.er puesto Técnicas Especiales, 2.º Torneo Selectivo
- 1991: 1.er puesto Formas, 3.er Torneo Selectivo
- 1991: 1.er puesto Lucha libre, 3.er Torneo Selectivo
- 1991: 1.er puesto Rotura de Potencia, 3.er Torneo Selectivo
- 1991: 2.º puesto Técnicas Especiales, 3.er Torneo Selectivo

Torneo Selectivo Taekwondo World Championship Corea del Norte
- 1991: 1.er puesto Formas, 1.er Torneo Selectivo
- 1991: 5º puesto Lucha Libre (Categoría hasta 52 kg), 1.er Torneo Selectivo
- 1991: 1.er puesto Formas, 2.º Torneo Selectivo
- 1991: 1.er puesto Lucha Libre, 2.º Torneo Selectivo
- 1991: 2.º puesto Rotura de Potencia, 2.º Torneo Selectivo
- 1991: 3.er puesto Técnicas Especiales, 2.º Torneo Selectivo
- 1991: 1.er puesto Formas, 3.er Torneo Selectivo
- 1991: 1.er puesto Lucha libre, 3.er Torneo Selectivo
- 1992: 1.er puesto Formas, Torneo Selectivo Final
- 1992: 1.er puesto Técnicas Especiales, Torneo Selectivo Final
- 1992: 2.º puesto Rotura de Potencia, Torneo Selectivo Final
- 1992: 3.er puesto Lucha Libre, Torneo Selectivo Final

Torneo Selectivo Taekwondo World Championship Rusia (IV dan)
- 1997: 1.er puesto Formas
- 1997: 1.er puesto Rotura de Potencia

Torneo Selectivo Taekwondo World Championship Argentina
- 1999: 1.er puesto Formas adjudicándose la representación Argentina en esta especialidad
- 1999: 1.er puesto Rotura de Habilidad adjudicándose la representación Argentina esta especialidad

Torneo Selectivo Taekwondo World Championship Italia
- 2000: 1.er puesto Formas, 1.er Torneo Selectivo Italia
- 2001: 1.er puesto Formas, 2.º Torneo Selectivo Italia
- 2001: 1.er puesto Formas, 3.er Torneo Selectivo Italia

Torneo Selectivo Taekwondo World Championship Corea del Sur
- 2004: 1.er puesto Formas, 1.er Torneo Selectivo Corea del Sur
- 2004: 1.er puesto Formas, 2.º Torneo Selectivo Corea del Sur

### Participación en competencias internacionales

#### Campeonato Panamericano de Taekwon-do ITF Puerto Rico 1994
Individual
- 1.er puesto Formas, medalla de oro, campeona panamericana
- 2.º puesto Rotura de Potencia, medalla de plata, subcampeona panamericana
- 3.er puesto Lucha Libre, medalla de bronce
- 3.er puesto Rotura de Destreza, medalla de bronce

Por equipos
- 1.er puesto Formas, medalla de oro, campeona panamericana
- 1.er puesto Lucha Libre, medalla de oro, campeona panamericana
- 2.º puesto Rotura de Destreza, medalla de plata, subcampeona panamericana
- 3.er puesto Rotura de Potencia, medalla de bronce

#### Campeonato Panamericano de Taekwondo ITF Regina, Canadá 1996
Individual
- 1.er puesto Formas, medalla de oro, campeona panamericana
- 2.º puesto Rotura de Potencia, medalla de plata, subcampeona panamericana
- 3.er puesto Lucha Libre, medalla de bronce
- 3.er puesto Rotura de Destreza, medalla de bronce

Por equipos
- 1.er puesto Formas, medalla de oro, campeona panamericana
- 1.er puesto Lucha Libre, medalla de oro, campeona panamericana
- 2.º puesto Rotura de Destreza, medalla de plata, subcampeona panamericana
- 3.er puesto Rotura de Potencia, medalla de bronce

#### Campeonato Copa América Buenos Aires, Argentina 1997
Individual
- 1.er puesto Rotura de Potencia

Por equipos
- 1.er puesto Lucha
- 1.er puesto Formas
- 2.º puesto Roturas de Habilidad

Con estos resultados, el equipo argentino se adjudica la Copa Challenger.

#### Juegos Panamericanos Cabo Frío, Brasil 1998
Individual
- 1.er puesto Formas
- 1.er puesto Rotura de Potencia
- 1.er puesto Rotura de Habilidad

### Participación en campeonatos mundiales

#### Taekwondo World Championship Montreal, Canadá 1990
Individual
- 1.er puesto Formas, medalla de oro, campeona mundial
- 2.º puesto Lucha Libre, medalla de plata, subcampeona mundial

Por equipos
- 2.º puesto Lucha Libre, medalla de plata, subcampeona mundial
- 3.er puesto Formas, medalla de bronce

Trofeo a la mejor competidora del mundial de Canadá 1990 otorgado por el fundador del taekwon-do, general Choi Hong Hi

#### Taekwondo World Championship Pyongyang, Corea del Norte 1992
;Individual
- 1.er puesto Rotura de Potencia, medalla de oro, campeona mundial
- 2.º puesto Lucha Libre, medalla de plata, subcampeona mundial
- 3.er puesto Formas, medalla de bronce
- 3.er puesto Rotura de Destreza, medalla de bronce

Por equipos
- 2.º puesto Rotura de Destreza , medalla de plata, subcampeona mundial
- 3.er puesto Lucha Libre, medalla de bronce
- 3.er puesto Formas, medalla de bronce

Trofeo a la mejor competidora del mundial de Corea del Norte 1992 otorgado por el fundador del Taekwon-Do General Choi Hong Hi

#### Taekwondo World Championship San Petersburgo, Rusia 1997
Individual
- 3.er puesto Rotura de Potencia, medalla de bronce
- 3.er puesto Formas, medalla de bronce

#### Taekwondo World Championship Buenos Aires, Argentina 1999
Individual
- 2.º puesto Formas, medalla de plata, subcampeona mundial

#### Taekwondo World Championship Rímini, Italia 2001
Individual
- 2.º puesto Formas, medalla de plata, subcampeona mundial

#### Taekwondo World Championship Daejeon, Corea del Sur 2004
Individual
- 1.er puesto Formas, medalla de oro, campeona mundial

## Formación docente y profesional

### Seminarios de Instructor Internacional con el genereral Choi Hong Hi
- 1990 Argentina
- 1990 Canadá
- 1992 Corea del Norte
- 1994 Honduras (participación como asistente)
- 1995 Perú (participación como asistente)
- 1995 Argentina
- 1996 Canadá (participación como asistente)
- 1996 Canadá
- 1997 Canadá
- 1999 Argentina
- 2001 Hungría (participación como asistente)
- 2001 Argentina (participación como asistente)

### Cursos
- Actualización de lucha competitiva: maestro "Tran Trie Quan" 1990 Argentina
- Flexibilidad, preparación competitiva y técnicas de combate: "Bill Wallace" séxtuple campeón mundial (World Karate and Kickboxing Asociation) 1994 Argentina.
- Participación docente en la enciclopedia multimedia técnico-didáctica "Legacy".

Editada en cuatro CD-rom's. Por su calidad técnica y profesional fue la única latinoamericana seleccionada para integrar la primera Enciclopedia audiovisual más importe del mundo junto a la autoridad máxima del taekwon-do, el Gral. CHOI HONG HI 1997 Calgary, Canadá.
- Seminario de instructor internacional: "master Choi Jung Hwa" 1996 Canadá, 1998 Argentina.
- Curso de pedagogía y docencia en el deporte: maestro "Néstor Galarraga VIII dan internacional" 2004 Argentina.
- Curso de gestión y dirigencia política:dictado por el Comité Olímpico Internacional" (COI) 2006 Argentina.
- Curso de atención y enseñanza de alumnos con capacidades especiales: maestro "Néstor Galarraga VIII dan internacional" 2006 Argentina.
- Curso de actualización técnica: "master Choi Jung Hwa" (participación como asistente y pedagoga) 2007 Brasil.
- Curso de Árbitro Internacional: maestro "Néstor Galarraga VIII dan internacional" 2008 Mar del Plata, Argentina.